# Acanella furcata
Acanella furcata är en korallart som beskrevs av Thomson 1929. Acanella furcata ingår i släktet Acanella och familjen Isididae. Inga underarter finns listade i Catalogue of Life.